# Vuontisjärvi (sjö i Enare, Lappland, Finland, lat 69.03, long 27.10)
Vuontisjärvi är en sjö i Finland. Den ligger i kommunen Enare i landskapet Lappland, i den norra delen av landet, 1 000 km norr om huvudstaden Helsingfors. Vuontisjärvi ligger 151,6 meter över havet. Arean är 10,42 kvadratkilometer och strandlinjen är 51,94 kilometer lång. Sjön  ingår i Pasvik älvs huvudavrinningsområde. 